# Philippe Heberlé
Philippe Louis Marius Heberlé (ur. 21 marca 1963 w Belfort) – francuski strzelec sportowy. Złoty medalista olimpijski z Los Angeles.
Specjalizował się w strzelaniu z karabinu pneumatycznego. Igrzyska w 1984 były jego jedyną olimpiadą, triumfował na dystansie 10 metrów. Był medalistą mistrzostw świata (m.in. złote medale indywidualnie na dystansie 10 m w 1983 i 1985) i Europy.